# 消防育英会
公益財団法人消防育英会（しょうぼういくえいかい）は、消防庁所管の公益財団法人。消防活動により殉職又は重度の障害を負った消防職員、団員、一般協力者の子弟に対する育英事業を実施している。

## 概要
- 所在：東京都港区虎ノ門2-9-16
- 理事：德田正明
- 理事：秋本敏文
- 理事：石見隆三
- 理事：白谷祐二
- 理事：嶋村尚美
- 理事：山出保

2012年8月、公益財団法人に移行する。

## 事業
- 消防育英事業